# 규슈 유센
규슈 유센(일본어: 九州郵船)은 후쿠오카현 후쿠오카시 하카타구에 본거지를 직접적으로 둔 해운회사이다. 그러나 이 해운회사는 규슈와 이키섬, 쓰시마섬을 이어주는 항로를 가지고 있으며, 가라쓰항과 인도지항을 왕래하게 되는 항로와 같이 하카타항을 기점으로 삼지 않는 항로도 물론 보유하고 있다. 이 업체는 1920년 8월 15일 정식으로 설립하였고, JR 큐슈 고속선의 비틀호 노선에 규슈 유센에 할당된 26개의 좌석을 판매하는 형태로 공동 운항을 따로 하고 있다. 또한 자본금은 2억엔(약 21.84억원)이며, 종업원 수는 육상부 49명, 해상부 156명 등 205명의 종업원(2015년 4월 기준)을 보유하고 있다.

## 주요 항로

### 페리
- 하카타 ~ 이키/쓰시마 항로 : 하카타항 베이사이드 플레이스 하카타 부두 (후쿠오카시) ~ 고노우라항 혹은 아시베항 (이키시) ~ 이즈하라항 (쓰시마시)
- 가라쓰 ~ 인도지 항로 : 가라쓰항 (가라쓰시) ~ 인도지항 (이키시)
- 하카타 ~ 히타카쓰 항로 : 하카타항 (후쿠오카시) ~ 히타카쓰항 (쓰시마시 가미쓰시마정)

### 고속선
- 하카타 ~ 이키/쓰시마 항로 : 하카타항 베이사이드 플레이스 하카타 부두 ~ 고노우라항 또는 아시베교항 ~ 이즈하라항 노선으로만 운항하게 된다.
  - 다만, 하카타 ~ 히타카쓰 노선의 경우, JR 큐슈 고속선의 비틀호를 이용하여 26개의 좌석을 임차한 형태로 공동 운항하고 있지만, 추후 미래고속의 코비호를 통한 규슈 유센 공동운항편을 따로 선보일 예정에 있다.

## 보유중인 선박
보유중인 선박은 페리 5종과 고속선 2종 등 7종의 선박을 보유하고 있다. 페리 기즈나, 페리 지쿠시, 페리 아즈기, 에메랄드 가라쓰, 다이아몬드 이키, 페리 겐카이 등은 페리를, 비너스와 비너스2는 보잉 929라는 제트포일(고속선)로 운용된다.